# Ліскулька
Ліскулька, вовчок горішковий, лускорішок або ліщиновий вовчок (Muscardinus Kaup, 1829) — рід мишовидих гризунів з родини вовчкові (Gliridae) підряду Вивірковиді (Sciuromorpha).

## Систематика
Рід входить до складу підродини соневих (Leithiinae) разом з родами
Chaetocauda, Dryomys, Eliomys, Myomimus та Selevinia. Інколи цей рід відносять до номінативної підродини вовчкових (Glirinae), до якої відносять роди Glirulus та Glis.
Рід містить єдиний сучасний вид, але низку викопних. Типовий вид роду: Mus avellanarius L., 1758 — ліскулька руда.

## Вернакулярні назви
Цей рід гризунів є одним з найпопулярніших об'єктів зоологічних описів і лідером за кількістю вернакулярних назв серед усіх ссавців фауни України. Він відомий під такими назвами (за):
- ліскогриз, ліскуля, ліскулька (Грінченко, 1907/1997), ліскулька, лускгорішок (Шарлемань, 1920), ліскулька, лускорішок (Шарлемань, 1927), ліскулька (Храневич, 1925; Підоплічко, 1937), вовчки горішкові (Мигулін, 1938), соня, вовчок, ліскулька (Татаринов, 1956), вовчки горішникові (Корнєєв, 1952, 1965), ліщинова соня (Маркевич, Татарко, 1983), вовчок, ліскулька (Загороднюк, Покиньчереда, 1997а; Загороднюк, 2006а), вовчок (Загороднюк, 1999, 2004; Дулицький, 2001), вовчок-ліскулька (Загороднюк, 2002а; Делеган та ін., 2005).

## Морфологія

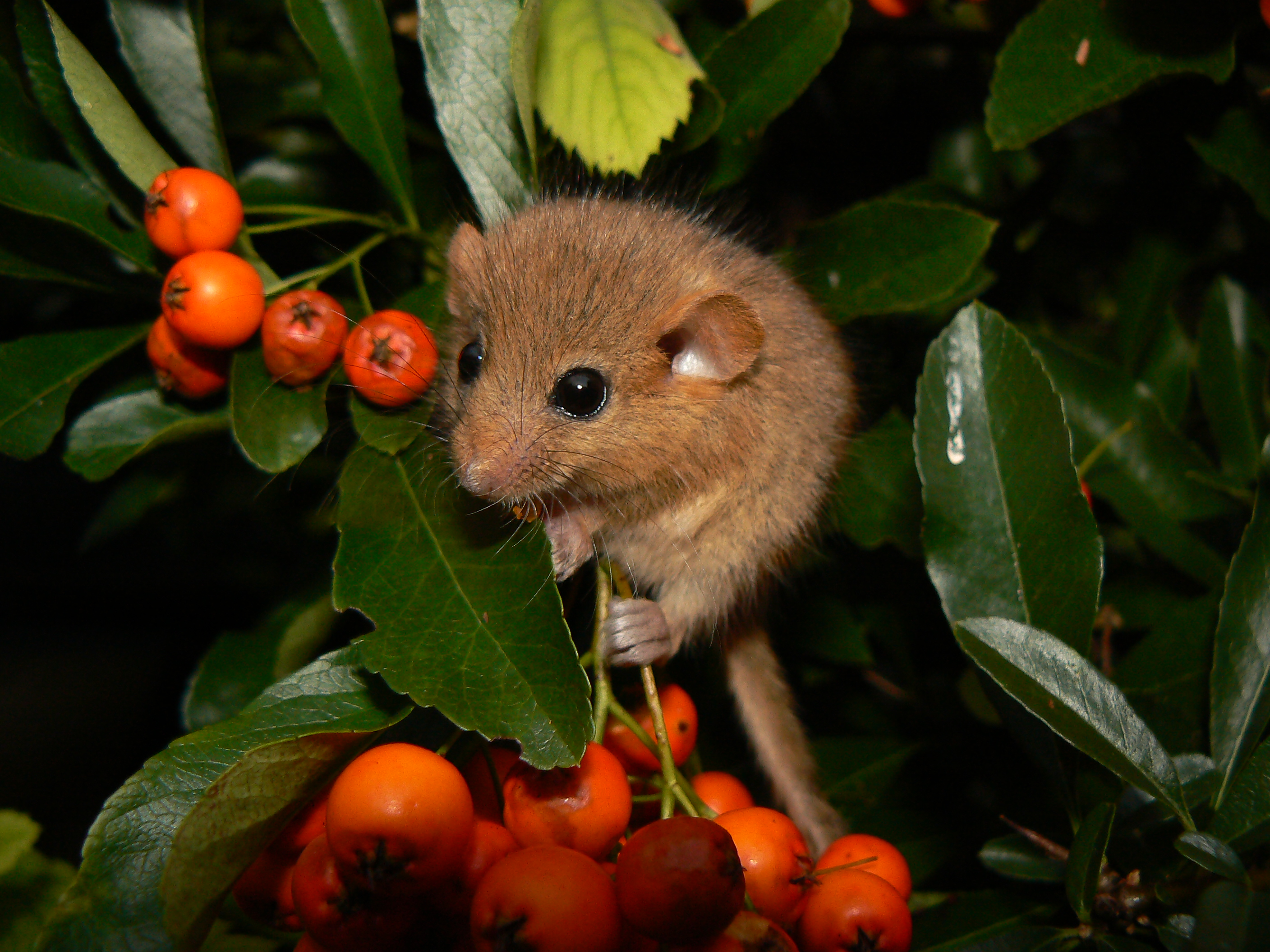
Ліскулька руда — найменший з немишовидих гризунів Європи

Забарвлення загалом вохристо-іржаве, але на череві біле. Молоді соні тьмянішого й сірішого кольору. Розміри малі: довжина тіла не перевищує 100 мм. Хвіст 60–75 мм, круглий і густо вкритий коротким (до 5 мм) одноманітним волоссям. Маса становить від 15 до 30 г. Очі примітні, чорні. Вуха малі й округлі. Лапи дуже гнучкі, пристосовані для лазіння. Зубна формула: I 1/1, C0/0, P1/1, M 3/3 = 20.

## Поширення
Ліскулька є широко поширеною в лісовій смузі Європи та суміжних районів Азії. В Альпах зустрічається до 1920 метрів.
Цей вид відомий з більшості західних, центральних та північних областей України.
Особливо він характерний для лісових комплексів неморального типу.

## Спосіб життя
Ліскулька  є солітарним видом. Ліскулька веде суто нічний спосіб життя. Удень ці тваринки сплять у сферичному гнізді, зробленому з трави, оголеної кори та моху, яке утримується липкою слиною. Гніздо має діаметр приблизно 15 см. Зазвичай гнізда розташовуються приблизно на 2 метри від землі.
Сплячка настає з жовтня по квітень, хоча ранню сплячку можна розпочати, якщо зовнішня температура падає нижче 16°C. Ліскульки проводять цей час у порожнистому пні, під сміттям на поверхні лісової підстилки або в покинутій норі. Зимові гнізда вистилають мохом, очищеною корою, пір’ям і травою. Під час сплячки температура тіла знижується до 0,25-0,50 градусів Цельсія, хоча нормальна температура становить від 34 до 36 градусів Цельсія.
Харчується квітами, комахами, горіхами, фруктами, але також їсть пташині яйця, пташенят і пилок, якщо вони легко доступні.
Під час сезону розмноження самці люто захищають свою територію від інших самців. Буває 1–2 виводки на рік. Народжуваність досягає піку з червня до початку липня та з кінця липня до серпня. Народжується від 1 до 7 дитинчат. Молодняк стає самостійним приблизно у віці 5 тижнів. Молодь вирощуються в гнізді, розміщеному зазвичай на пні чи в дуплі дерева.
Дослідження показують, що особини живуть у середньому 3 роки, наприкінці яких їхні зуби сильно зношуються. Найдовша відома тривалість життя дикої особини становила 4 роки. У неволі вони зазвичай живуть близько 4 років і до 6 років.
Вороги: влітку на ліскульку полюють хижі птахи Tyto alba та Falco biarmicus, а взимку ліскульку розкопують Vulpes vulpes і Sus scrofa.

## Охорона
На більшій частині ареалу стан природних популяцій виду залишається більш-менш стабільним. Саме тому він, згідно Червоного списку МСОП, отримав охоронну категорію «відносно благополучний вид». Але в окремих регіонах спостерігається тенденція до зниження чисельності популяції виду. Тому вовчок ліщиновий занесений до Бернської конвенції (Додаток ІІІ. Види фауни, що підлягають охороні), а також до Директиви Європейського Союзу 92/43/ЄС «Про збереження природних оселищ та видів природної фауни і флори» (Додаток IV. Види рослин і тварин, що становлять особливий інтерес для Європейського Союзу, які потребують суворих заходів охорони).
У північно-західних частинах ареалу виду головною загрозою є фрагментація середовища проживання внаслідок лісництва, урбанізації та сільського господарства. Раніше він був популярним домашнім улюбленцем в Європі, але зараз це незаконно в багатьох країнах.